# Atari 7800
 (mai 2016).
Si vous disposez d'ouvrages ou d'articles de référence ou si vous connaissez des sites web de qualité traitant du thème abordé ici, merci de compléter l'article en donnant les références utiles à sa vérifiabilité et en les liant à la section « Notes et références ».
L'Atari 7800 est une console de jeux vidéo 8-bit de troisième génération, conçue et commercialisée par le constructeur américain Atari. Elle est sortie début 1986 aux États-Unis, puis dans le courant de l'année au Japon et seulement en 1991 en France. La production est arrêtée en 1992.
Succédant à l'Atari 5200, l'Atari 7800 sort comme concurrente à la Nintendo Entertainment System (NES) et à la Sega Master System pendant l'ère des consoles de jeux vidéo de troisième génération. Toutefois, la console ne rivalisera jamais réellement avec ses concurrentes.

## Informations générales

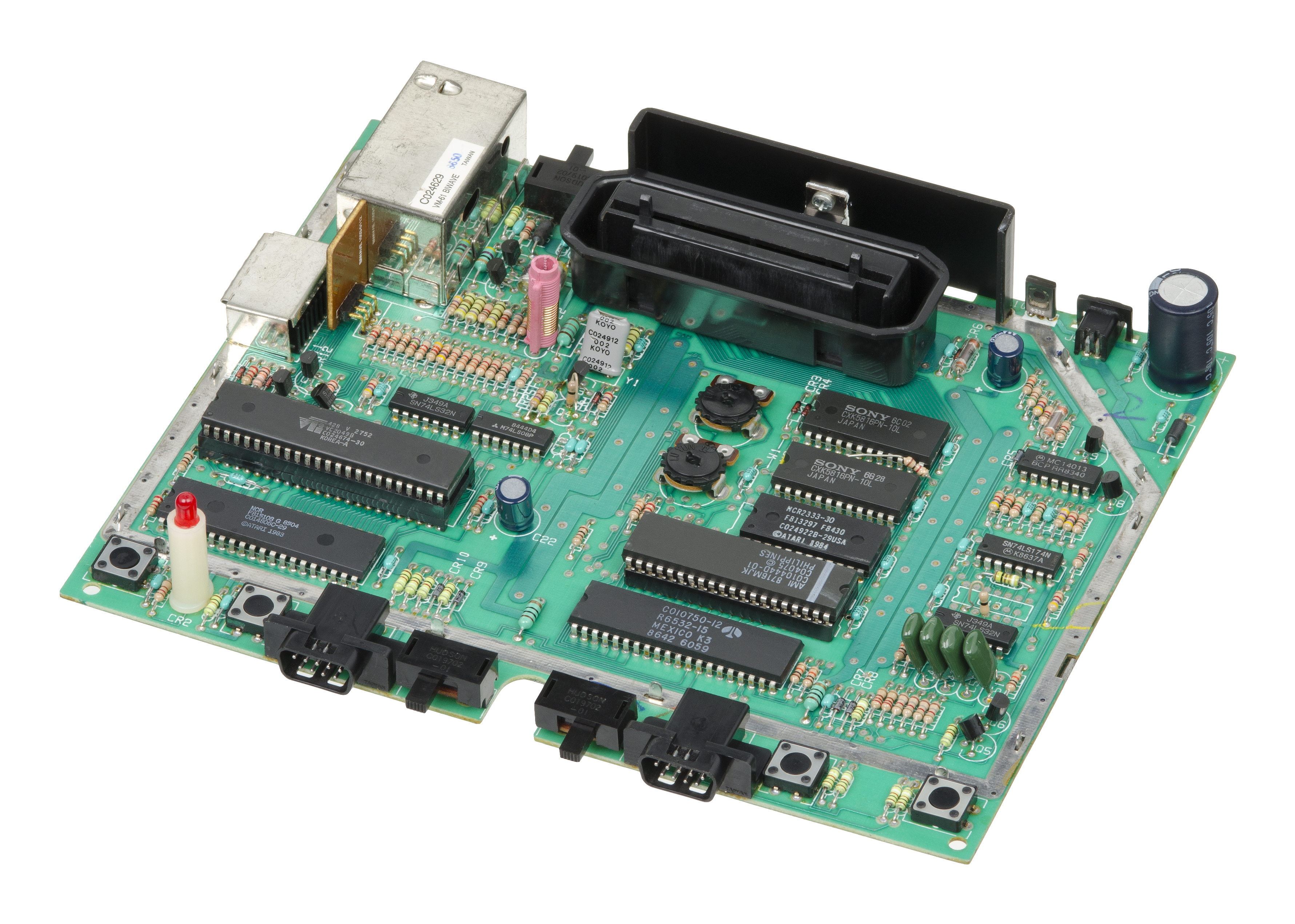
Carte mère de l'Atari 7800.

L'Atari 7800 ProSystem, ou simplement Atari 7800, est une console sortie par la société Atari en janvier 1986. La sortie originale était prévue deux ans plus tôt sous Atari Inc. Les 7800 ont à l'origine été conçues pour remplacer l'Atari 5200 en 1984, mais ont été temporairement retardées en raison de la vente de la société après l'écroulement du marché du jeu vidéo. En janvier 1986, les 7800 ont été sorties et rivalisaient cette année avec la NES de Nintendo et la Master System de Sega.
L'Atari 7800 a des manettes simples, rétrocompatibles avec l'Atari 2600.
En 2009, IGN a élu l'Atari 7800 en tant que 17e meilleure console de jeu vidéo de tous les temps.
L'Atari 7800 ProSystem était le premier système de jeu d'Atari conçu par une société extérieure, General Computer Corporation (GCC). Le système a été conçu en 1983-1984 avec un lancement grand public prévu en juin 1984, reporté à la suite de la vente de la société à Tramel Technology Ltd le 2 juillet 1984. Le projet était à l'origine appelé Atari 3600, rebaptisé ensuite Atari 7800.
Plusieurs facteurs ont influencé la conception de la 7800. D'abord, Atari a fait face à la pression montante du ColecoVision, qui affichait alors des graphismes plus aptes à refléter les jeux d'arcade de l'époque par rapport à l'Atari 2600. Deuxièmement, l'Atari 5200, le successeur de l'Atari 2600, avait été largement critiqué pour l'impossibilité de jouer aux jeux Atari 2600 sans adaptateur. Finalement, la chute des prix des micro-ordinateurs tels que le Commodore 64 favorisait l'idée que l'achat d'un ordinateur familial était un meilleur investissement, offrant à l'époque la possibilité de jouer à des jeux de meilleure qualité et pouvant être utilisé pour d'autres tâches, comme le traitement de texte.
Les consoles de salon précédentes avaient parfois des difficultés à reproduire la qualité des jeux d'arcade populaires. Les versions domestiques des jeux d'arcade avaient des problèmes d'image qui vacillait et ralentissait lorsque quelques objets mobiles apparaissaient soudain à l'écran. GCC, qui avait une certaine expérience dans la création de jeux d'arcade, a conçu le nouveau système avec une architecture graphique semblable aux machines d'arcade de l'époque. Les 7800 ont disposé de la capacité d'afficher une quantité énorme d'objets en mouvement (75 à 100) qui a, de loin, dépassé les consoles précédentes. Le processeur du système, l'Atari Sally 6502 fonctionnant à 1,79 MHz, est semblable au processeur des ordinateurs familiaux Atari 8-bit, Apple II et Commodore 64, et des consoles Atari 5200 et NES.
En réponse aux critiques sur l'Atari 5200, la 7800 fut rendue compatible avec les jeux de la 2600 sans adaptateur. De plus, elle a bénéficié du retour à un contrôleur numérique.
Pour répondre aux préoccupations des parents qui considéraient que les ordinateurs familiaux étaient un meilleur investissement que les consoles, le système a été conçu pour être plus puissant qu'un ordinateur familial. Un clavier a été développé, avec un port d'expansion dénommé SIO, dans la lignée des 8 bits d'Atari, permettant l'ajout de périphériques comme lecteur de disquette et imprimante. Pour améliorer la console, GCC a aussi conçu une mémoire sous forme de cartouche RAM, créée pour stocker un grand nombre de jeux.
Sa production est stoppée en 1992, avec tout le reste de la division micro-informatique 8-bit d'Atari. En fin de compte, la 7800 a connu un succès limité, en raison de problèmes juridiques, d'un budget marketing insuffisant et de choix techniques contestés. En outre, le développement des jeux a été lent. Arrivée trop tard sur le marché, notamment européen, la 7800 n'a jamais vraiment décollé.

## Caractéristiques techniques
- Nom : Atari 7800
- Constructeur Atari Corp. (Sunnyvale, Californie États-Unis)
- Année de sortie en France : 1991
- Prix à la sortie: 140 $
- Technique général:
- Processeur central: MOS Technology/Rockwell 6502
- Mémoire:
- ROM: Bios 4 Kio, Cartouche 48 Kio
- Vidéo: MARIA
- Audio: TIA (STELLA)
- Mémoire de Travail : RAM 4 Kio, ROM 52 Kio (144 Kio Maximum)
- Stockages: Cartouches
- Type de média
- Taille du média
- Affichage: 180*224 ou 320*192 points
- Résolution: 160*224 ou 320*216 (avec moins de couleurs)
- Couleurs: 256
- Nombre de sprites
- Effets
- Son: Deux voies, compatible 2600
- Mono/Stéréo: Mono
- Échantillonnage: (X bits à Z Hz)
- Processeur: Custom 6502C
- Connectivité
- Nombre de ports manettes: 2 (joystick 2 boutons, puis une manette avec un mini-stick et 2 boutons)

## Images

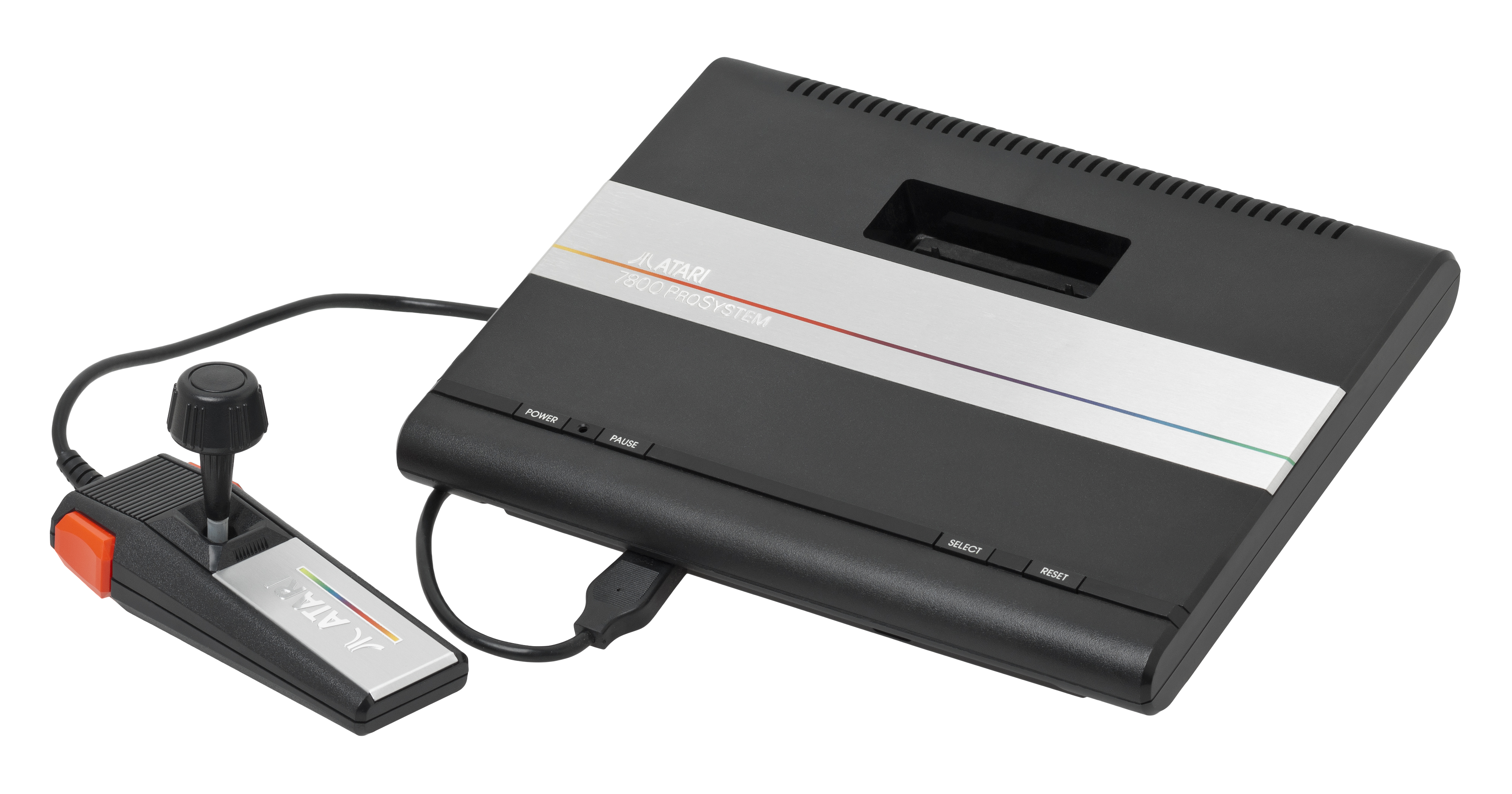
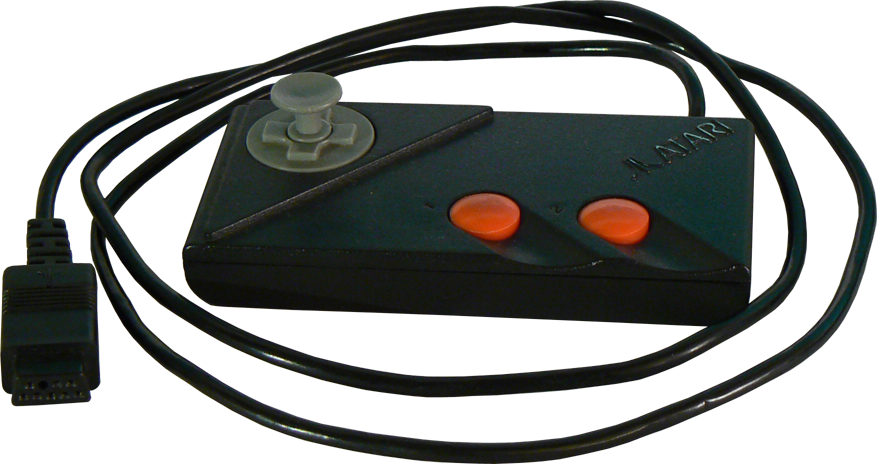